# Erling Reinius
Erling Jakob Kristoffer Reinius, född 17 februari 1908 i Tromsø, död 27 juni 1992 i Stockholm, var en norsk-svensk ingenjör.
Reinius utexaminerades från Kungliga Tekniska högskolan 1932, blev teknologie doktor där 1948 på avhandlingen On the Stability of the Upstream Slope of Earth Dams, var professor i vattenbyggnad vid Chalmers tekniska högskola 1948–1958 och vid Kungliga Tekniska högskolan 1958–1974.
Reinius anställdes vid Vattenfallsstyrelsen 1932, Västerbrobygget 1933 och var konsulterande ingenjör vid Vattenbyggnadsbyrån från 1934. Han var konstruktör till bland annat Örebro vattentorn, Höljesdammen och fyrtorn till havs. Han författade skrifter om bland annat betong, dammar, kamstål, vattenkraft, hamnar och hydraulik. Han blev ledamot av Ingenjörsvetenskapsakademien 1958. Tillsammans med disponent Rutger Wijkander fick Reinius 1951 ta emot Ingenjörsvetenskapsakademiens Guldmedalj för "deras insatser beträffande kamjärn för armerad betong". Reinius anses därmed vara uppfinnaren av dagens moderna armeringsjärn.
Internationellt anlitades Reinius inom dammbyggnad, vattenenergi och hydrologi, exempelvis vid Kegums i Lettland och Svir i Ryssland. Den första tunna lamelldammen i Sverige, vid Hammarforsens kraftverk, bar också Reinius signatur. Vid Krokströmmen i Ljusnan, konstruerade han Sveriges högsta valvdamm.
Reinius var son till disponent Johan Reinius och Ida Gulliksen-Krane samt bror till sångerskan Christin Reinius. Han är begravd på Skogskyrkogården i Stockholm.